# Procambridgea carrai
Procambridgea carrai är en spindelart som beskrevs av Davies 200. Procambridgea carrai ingår i släktet Procambridgea och familjen Stiphidiidae.
Artens utbredningsområde är New South Wales. Inga underarter finns listade i Catalogue of Life.